# Marigny-lès-Reullée
 Marigny-lès-Reullée  là một xã ở tỉnh Côte-d'Or trong vùng Bourgogne-Franche-Comté, phía đông nước Pháp. Khu vực này có độ cao từ 179-201 mét trên mực nước biển.